# Transporte público
El transporte público es el término aplicado al transporte colectivo de pasajeros. A diferencia del transporte privado, los viajeros del transporte público tienen que adaptarse a los horarios y a las rutas que ofrezca el operador y dependen en mayor o menor medida de la intervención regulatoria del Gobierno. 
Usualmente los viajeros comparten el medio de transporte y las distintas unidades están disponibles para el público en general. Incluye diversos medios como autobuses, taxis, trolebuses, tranvías, trenes, ferrocarriles suburbanos, ferris, teleféricos, funiculares y bicicletas. En el transporte interregional también coexiste el transporte aéreo y el tren de alta velocidad. Algunos, como los taxis compartidos, organizan su horario según la demanda. Otros servicios no se inician hasta que no se complete el vehículo. En algunas zonas de baja demanda existen servicios de transporte público de puerta a puerta, aunque lo normal es que el usuario no escoja ni la velocidad ni la ruta.
El transporte público urbano puede ser proporcionado por una o varias empresas privadas o por consorcios de transporte público. Los servicios se mantienen mediante cobro directo a los pasajeros. Normalmente son servicios regulados y subvencionados por autoridades locales o nacionales. Existen en algunas ciudades servicios completamente subvencionado, cuyo costo para el viajero es gratuito.
Por razones históricas y económicas, existen diferencias entre el transporte público de unos países y otros. Mientras que las ciudades de zonas como Europa tienen numerosos y frecuentes servicios que sirven a ciudades antiguas y densas, otras zonas como América tienen redes de transporte mucho menos complejas.

## Características
Dentro de los elementos que tiene un sistema de transporte, en los sistemas de transporte público, la demanda está dada por las personas (pasajeros) y la oferta está dada por los vehículos, la infraestructura, los servicios y los operadores (conductores). En cambio, en muchos sistemas de transporte privado, la persona en un vehículo son parte de la demanda y las vías son la oferta.
El transporte público de pasajeros se evalúa de distinto modo por parte de los usuarios, los empresarios o trabajadores; el recorrido de una línea de transporte de cargas puede ser indiferente para los habitantes de las ciudades que están en el inicio y el final del viaje y clave para los habitantes de zonas rurales o pequeñas localidades que se ven afectados por su paso. Esto quiere decir que la comprensión del tránsito será más rica y pertinente cuando apele a una variedad de perspectivas.
El transporte público accesible indica las características que deben tener los colectivos para ser accesibles para personas con discapacidad, y algunas de sus características son: que tengan puertas para subir o bajar que permitan el ingreso de una silla de ruedas, que tengan asientos reservados para personas con discapacidad, que permitan que las personas con discapacidad suban o bajen del colectivo por cualquiera de las puertas y que tengan espacios para ubicar los elementos que la persona con discapacidad usa para trasladarse.

## Medios de transporte público
Transporte terrestre:
- Transporte por carretera
  - Autobús – Autobús escolar – Autobús ínter-urbano – Autobús de tránsito rápido – Trolebús – Taxi
- Transporte por ferrocarril
  - Tranvía – Tren ligero – Metro – Tren – Tren de alta velocidad – Funicular – Hectométrico

Transporte marítimo y fluvial:
- Transbordador (ferry) – Catamarán – Lancha colectiva – Góndola

Transporte aéreo:
- Teleférico – Telecabina – Avión

### Clasificación
Es importante destacar que esta clasificación no clasifica los medios de transporte, sino cada servicio que ofrece un medio. Es decir, un autobús puede ser urbano o interurbano o un tren puede ser público o comercial, aunque existen excepciones e imposibilidades físicas (un avión no puede ser urbano o un tranvía no puede ser de larga distancia).
- En base al alcance:[3][4]
  - Urbano: permite el desplazamiento de personas de un punto a otro en el área de una ciudad y es, por tanto, parte esencial de las ciudades.
  - Interurbano: el que se realiza entre núcleos urbanos pertenecientes a distintos municipios.
    - De cercanías/de línea: conecta una capital con su región, o varios municipios de la región entre sí.
    - De media distancia/regional/por pueblos: conecta dos o más ciudades mayores, pero parando en la mayoría de municipios del camino y evitando las autopistas (carreteras o ferrocarriles). No pretende que el viajero viaje de punta a punta.
    - De larga distancia/por autopista: conecta dos o más ciudades mayores.
- En base a la financiación:[5]
  - Públicos: son deficitarios por naturaleza y requieren de financiación estatal y subvenciones.
  - Comerciales: son autosuficientes
- En base al horario:[5]
  - Regulares: siguen un horario y ruta preestablecida.
  - Discrecionales: no están sujetos a un calendario ni ruta, como pueden ser los taxis o buses nocturnos de parada a demanda.
  - De mercancías: no transportan pasajeros sino mercancías. Se consideran discrecionales incluso si recorren una ruta regularmente.

## Medios de transporte

### Autobús

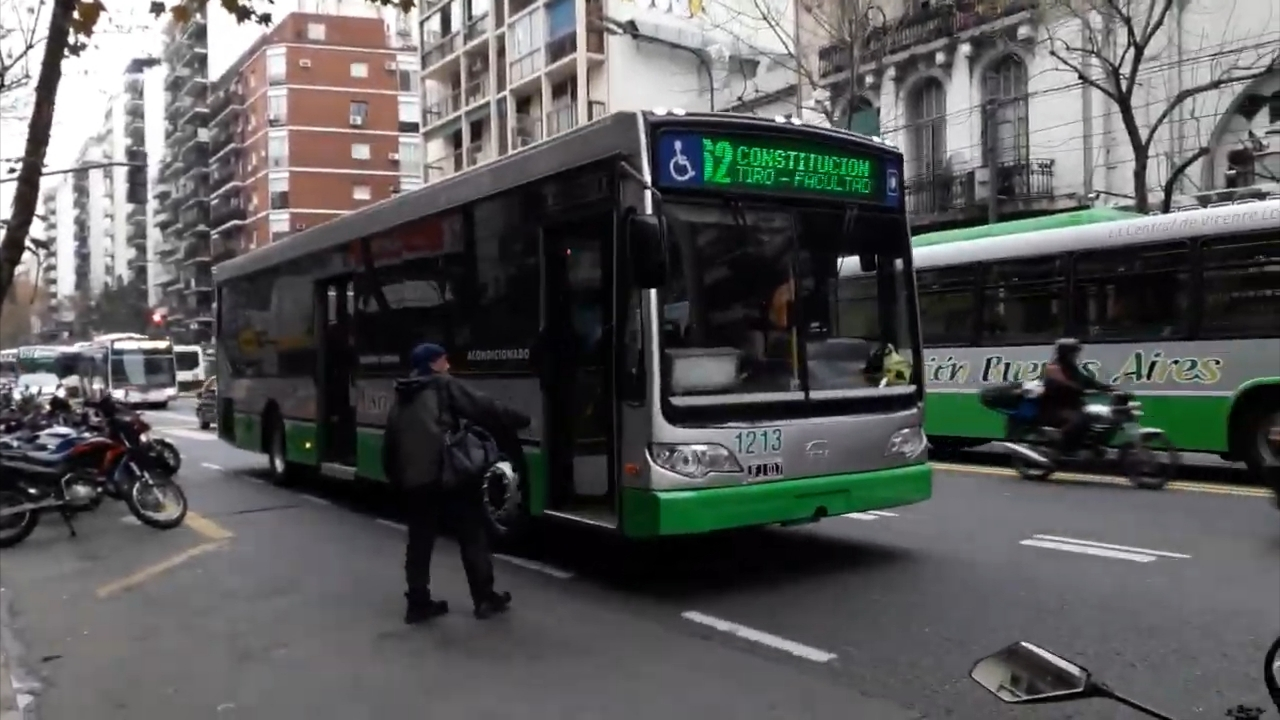
Bus en Buenos Aires.

Los autobuses son prácticos y eficientes en rutas de corta y media distancia, siendo frecuentemente el medio de transporte más usado a nivel de transportes públicos, por constituir una opción económica. Las compañías de transporte buscan establecer una ruta basada en un cambio o aproximado de pasajeros en el área a ser tomada. Una vez establecida la ruta, se construyen las paradas de autobuses a lo largo de esa ruta. Sin embargo, dada su baja capacidad de pasajeros, no son eficientes en rutas de mayor uso, en las que se suele recurrir al ferrocarril. Aun así, los autobuses ofreen gran flexibilidad, por lo que sirven para medir la demanda de una ruta antes de acometer la fuerte inversión que supone la creación de un ferrocarril. Los autobuses pueden ser usados también como medio de transporte de larga distancia, especialmente para cubrir rutas a ciudades pequeñas sin demanda suficiente para un ferrocarril.

### Tren

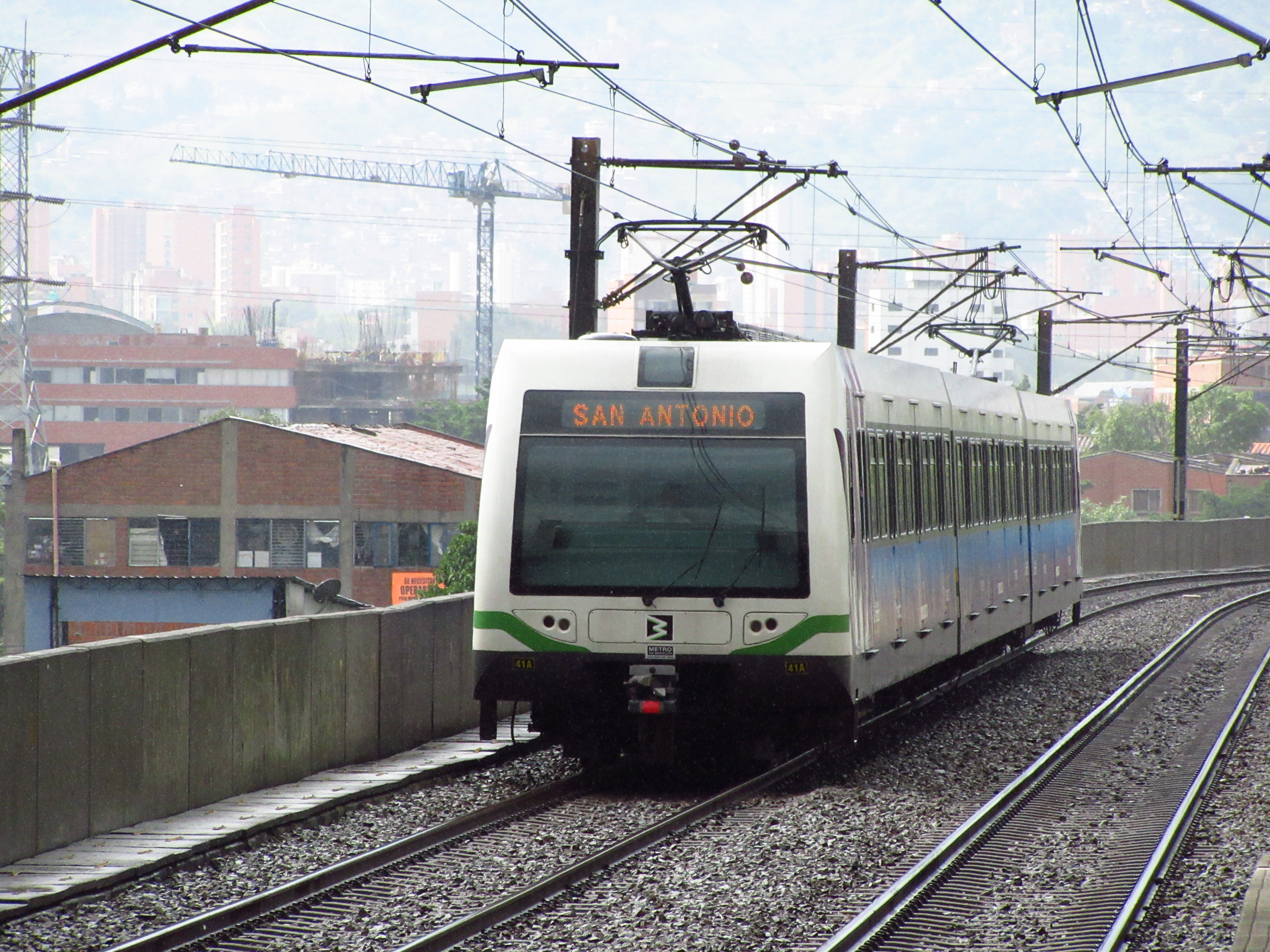
Tren del Metro de Medellín.

El tren es un tipo de transporte público interurbano, más usado para el transporte masivo de pasajeros, que cubre una ruta entre dos puntos mediante un ferrocarril. Pueden ser de larga distancia, en cuyo caso tienden a ser de gestión nacional o privada, o de cercanías, en cuyo caso su operación puede recaer en empresas regionales o locales como los consorcios y formar parte de los sistemas de transporte locales. El uso de ferrocarriles permite a los de larga distancia segregarse del tráfico de carretera e incluso alcanzar la alta velocidad, con lo que se vuelven muy competitivos para distancias de hasta 1 500 km.

### Metro
El metro es un sistema ferroviario urbano ubicado dentro de una ciudad y su área metropolitana. Se caracteriza por ser un transporte masivo de pasajeros en las grandes ciudades, uniendo diversas zonas y sus alrededores, con alta capacidad y frecuencia y de forma segregada a otros sistemas de transporte. Los ferrocarriles metropolitanos se construyen de forma subterránea o en superficie, aunque la mayoría de sistemas utilizan modelos mixtos donde se combinan tramos en ambas modalidades. Estos sistemas operan distintas líneas que componen una red, deteniéndose en estaciones no muy distanciadas entre sí y ubicadas a intervalos generalmente regulares. Se diferencia del tren principalmente en la mencionada segregación, puesto que las vías son exclusivas del metro.

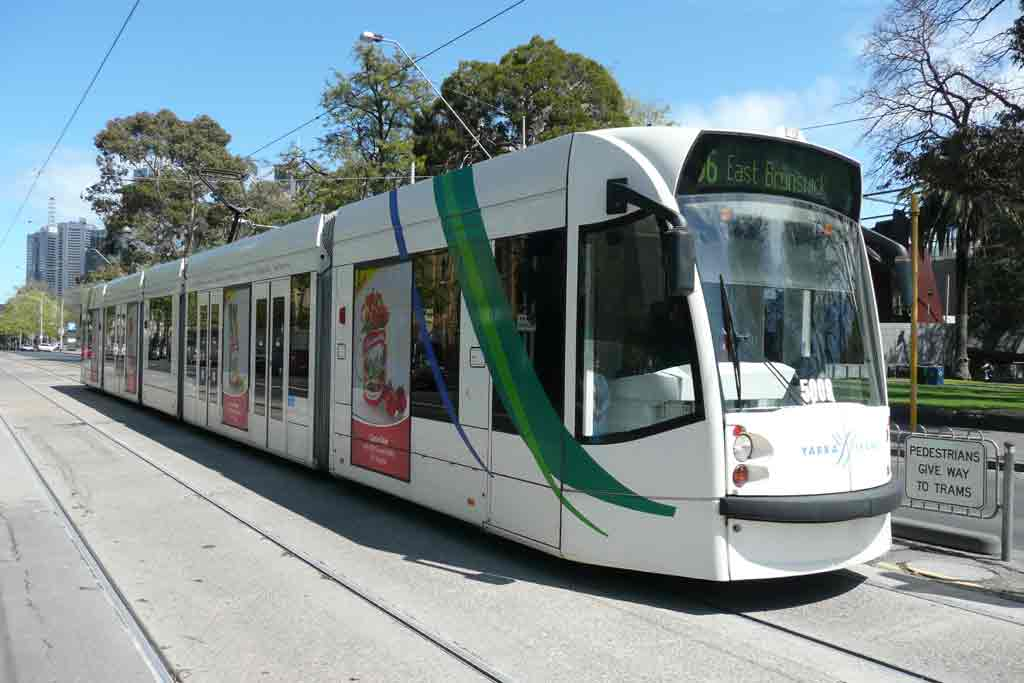
Tranvía en Melbourne.

### Tranvía
El tranvía o tren ligero es un sistema de transporte ferroviario en el cual los vehículos, ya sean automotores individuales o trenes autopropulsados acoplados mediante unidades múltiples, se desplazan sobre rieles y por la superficie en áreas urbanas, como en las propias calles, a menudo sin separación del resto de la circulación, sin vía ni senda o sector reservado.

### Teleférico

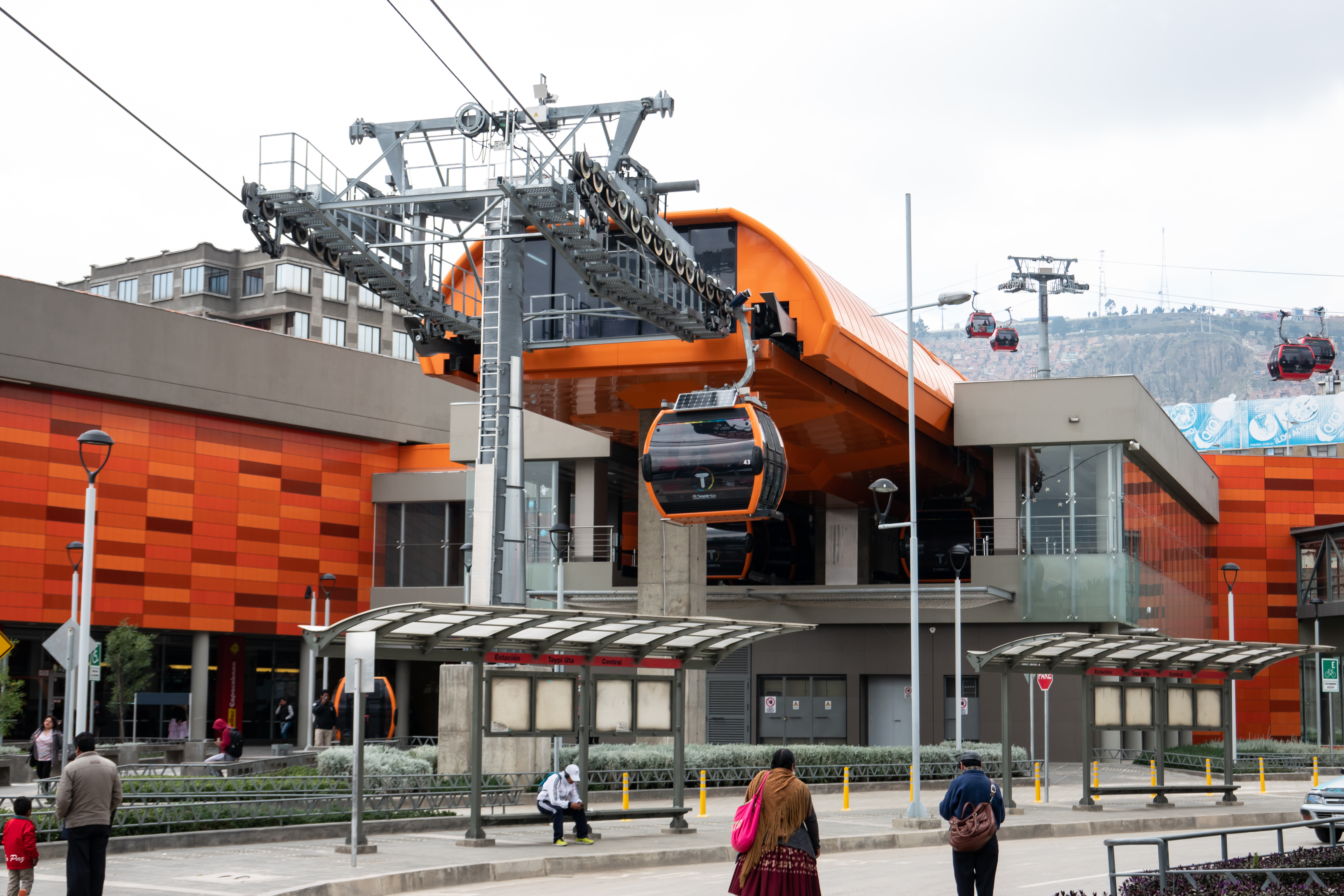
Estación de la Línea Naranja en La Paz, Bolivia.

El teleférico es un medio de transporte que consiste en cabinas con capacidad para llevar un grupo de personas. Estas cabinas viajan suspendidas en el aire transportadas por uno o varios cables que se encargan de hacer avanzar a las unidades a través de las estaciones. La mayoría de estos medios de transporte son accionados por energía eléctrica. Este transporte se usa en zonas con grandes diferencias de altura, donde el acceso por carretera o ferrocarril resulta difícil. El mejor ejemplo es la red de teleféricos más grande del mundo en La Paz, Bolivia.

### Transbordador

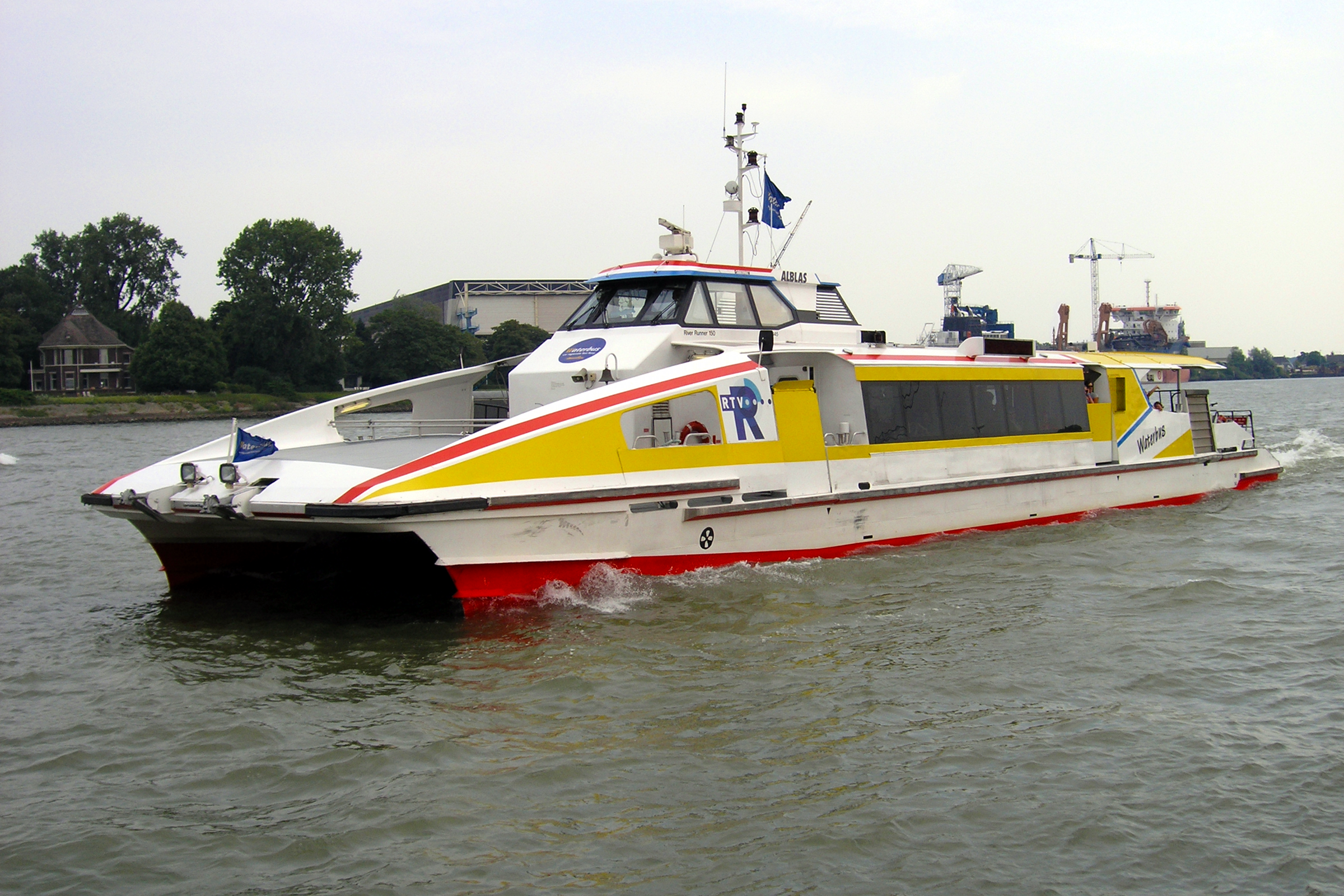
Transbordador en Róterdam.

El transbordador (ferry) cubren ciertos tramos entre dos puntos separados por una masa de agua, que no poseen acceso entre sí por medio de puentes o túneles, o cuando tales conexiones están muy alejadas de rutas de interés público.

### Taxi

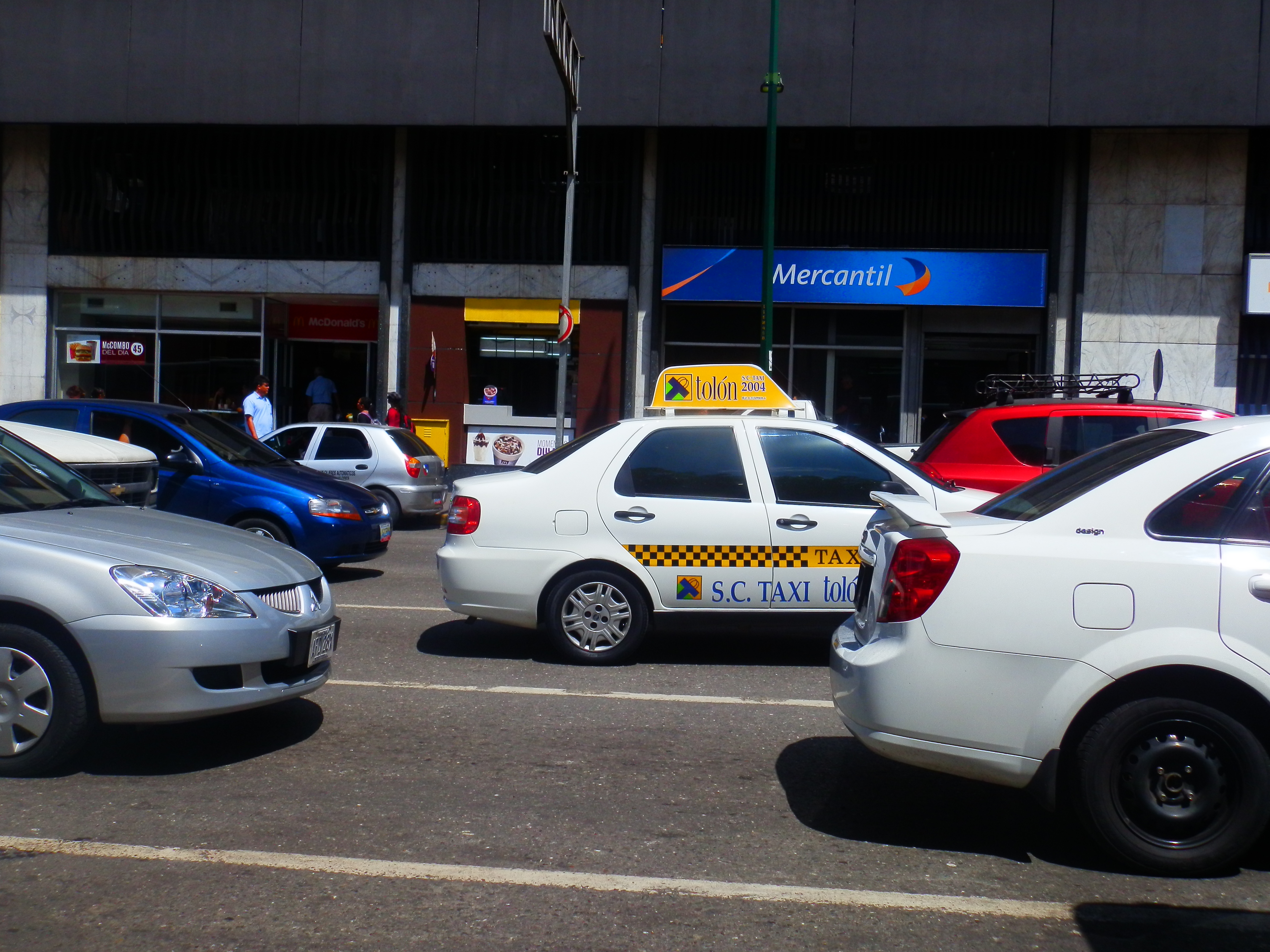
Taxi en Caracas.

El taxi es usado por personas que prefieren comodidad y agilidad, o cuando otro transporte público en una región dada es inexistente. Es un vehículo de alquiler con un conductor (taxista), que se utiliza en el servicio de transporte de uno o un grupo pequeño de pasajeros dirigidos a diferentes destinos por contrato o dinero. Usualmente, en modos de transporte público, los lugares donde se recoge y se deja el pasajero se deciden por el proveedor (oferente), mientras que en el caso del taxi, el usuario (demandante) los determina. Es decir, a diferencia de los otros tipos de transporte público, como son las líneas del metro, tranvía o del autobús, el servicio ofrecido por el taxi se caracteriza por ser puerta a puerta. La palabra «taxi», según el Diccionario de la lengua española, es una forma abreviada de la palabra «taxímetro», que a su vez deriva del griego τάξις, «tasa» y el griego μέτρον, que significa «medida».

### Bicicletas públicas
Desde hace algunos años también se ofrecen sistemas de alquiler público de bicicletas. Son diferentes de los alquileres convencionales porque las estaciones forman una red por la ciudad y posibilitan así recurridos unidireccionales para llegar al centro de trabajo, de estudio o ir de compras. Así las bicicletas son accesibles para todos y se disminuye el problema de robo de las bicicletas privadas. Los usuarios tienen que identificarse electrónicamente antes de recoger una bicicleta para evitar el robo y vandalismo.
En medio urbano, conviene señalar que la bicicleta es un modo de transporte cuya eficacia supera en algunas condiciones a la de los transportes públicos, en términos de rapidez, de flexibilidad de utilización y consumo de energía. Sin embargo, no garantiza el mismo servicio, ni el mismo nivel de comodidad, en particular, en caso de inclemencias del tiempo.

### Otros
- Ascensor: Facilitan bastante el movimiento vertical de personas en edificios y torres.
- Escaleras mecánicas: desplazan personas en cortas distancias.
- Hectométrico: transporte por ferrocarril con vagones automatizados, generalmente en viaductos sobre una ciudad.
- Helicóptero: usados por personas que no se arriesgan al tráfico de la ciudad. Generalmente privados.
- Autobús escolar: usado para la locomoción de estudiantes, de sus casas a sus escuelas.

## Operación

### Funcionamiento como un todo
En la planificación de un sistema de transporte público urbano es preciso tener en cuenta su eficiencia, permitiendo a sus usuarios tomar el mínimo de rutas posibles o la menor distancia posible. El sistema necesita también ser económicamente viable para sus usuarios.

En ocasiones, las ciudades crean consorcios de transportes que unifican la gestión de los horarios para eliminar duplicidades y un mejor aporvechamiento de los recursos entre diferentes operadores. Así, los operadores no intentan que sus líneas creen un buen sistema de transporte por sí mismas, sino que la combinación de todos los operadores cree un mapa coordinado, resiliente, mallado y eficiente.

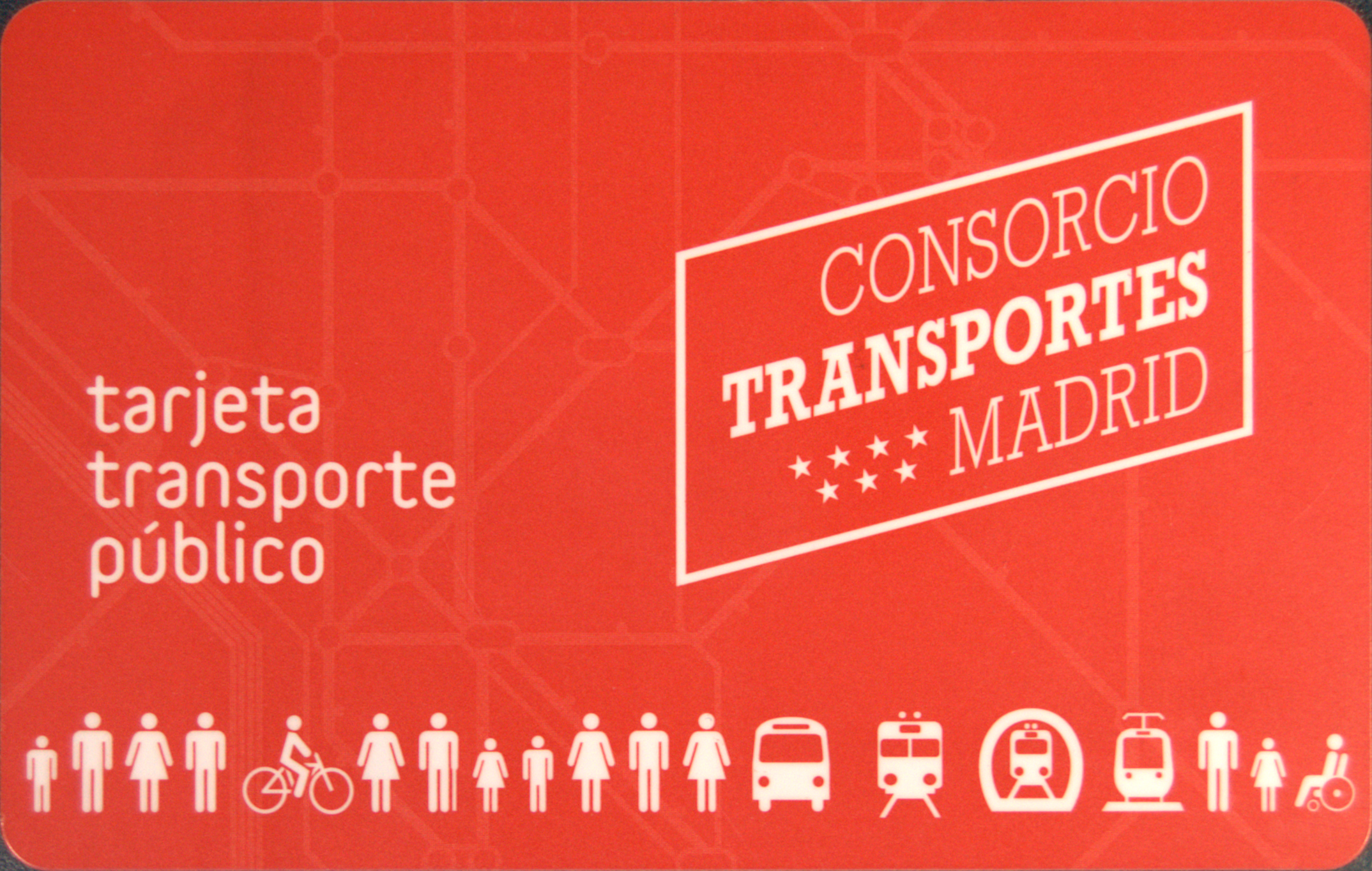
Tarjeta de transporte público de la Comunidad de Madrid (anverso).

### Esquema tarifario
- Libre/gratuito: no cobra tasas a sus usuarios.
- Dependendo del método de pago:
  - Billetes sencillos: Generalmente impresos en papel y posiblemente de ida y vuelta.
  - Prepago: el usuario usa una tarjeta que puede necesitar ser cargada en un puesto licenciado. Al cancelar la tarjeta en la máquina lectora, se descuenta una tarifa, que podría incrementar dependiendo de dónde se haga la cancelación de salida. La tarjeta puede ser magnética (debe ser introducida en la máquina lectora) o "sin contacto". Los lectores más modernos permiten usar tarjetas bancarias sin contacto de la misma forma que una de prepago.
- Dependiendo del cobro de los transbordos:
  - Sistema tarifario integrado: tasa única que se paga solo en la entrada, permitiendo que el usuario pueda coger conexiones entre diferentes rutas sin el pago de una tasa extra. Usado en la mayoría de las ciudades europeas, todas las ciudades de Canadá, así como la mayoría de las ciudades norteamericanas y Santiago de Chile. En ocasiones, el transbordo sólo se permite en los intercambiadores; en caso contrario, los billetes suelen tener un límite temporal para hacer transbordos.
  - Transporte coordinado: mismas tarifas en todos los operadores y un mapa zonal común, así como abonos compartidos, pero sin transbordo libre (aunque posiblemente ligeramente bonificados).
  - No integrado: Los pasajeros deben pagar una nueva tasa al coger una nueva conexión, y esta depende del operador. Común en ciudades pequeñas, ciudades con transportes operados por diferentes niveles (estatal, autonómico, municipal o federal) y varias ciudades norteamericanas.
- Dependiendo de las tarifas:
  - Por distancia: se cobra por la distancia recorrida por el usuario. Usado en la mayoría de las ciudades de Japón y varias ciudades latinoamericanas, como por ejemplo en el sístema de colectivos de Buenos Aires y en el transporte convencional de la ciudad de Lima.
  - Zonal: se divide el mapa en base a zonas, generalmente formando anillos o usando el mapa comarcal, y se cobra en función de las zonas viajadas. Usado en la mayoría de ciudades europeas.
  - Por tiempo: combinable con las otras dos, evita tener que cancelar en entrada y salida y crear un sistema complejo de transbordos, pero tiene la desventaja de confiar en la falta de retrasos y de desfavorecer los viajes largos.
- Uso de métodos de fomento:[8] (la mayoría con tarjeta prepago, no papel)
  - Descuentos por uso repetido: a medida que más se usa, el coste por viaje se reduce.
  - Topes tarifarios: se limita el coste diario o semanal de la tarifa.
  - Tope zonal: se limita el número de zonas por el que se paga, tal que si el límite es 4, un viaje entre 4 zonas cuesta lo mismo que uno entre 15.
  - Abonos: limitados o ilimitados que permiten al usuario usar el transporte en más ocasiones. Se diferencia de los topes tarifarios en que el usuario debe comprar el bono antes de efectuar los viajes.
  - Pases o vales descuento: para ciertos usuarios como ancianos y estudiantes, que ofrecen billetes a precio reducido. En muchas ocasiones, los niños tienen pases gratuitos, y en edad preescolar ni siquiera necesitan un billete. En algunos sistemas minoritarios, se establecen descuentos en base a la renta del usuario.
  - Gratuidad restringida: en ocasiones, temporalmente, se establece la gratuidad del transporte bajo la condición de uso frecuente[9] o restringido a una zona, como la zona gratuita de Melbourne.
  - Tasas en horas pico: tarifa ligeramente más alta en horas pico o días laborables.

### Mantenimiento económico
Las compañías que administran el sistema de transporte público urbano casi nunca son autosuficientes, es decir, los ingresos generados por las tasas de entrada y propaganda no son suficientes para cubrir los gastos de salarios de operarios y mantenimiento de equipamientos. En América del Norte, la compañía más autosuficiente es Toronto Transit Commission, de Toronto, Canadá, generando un 81 % (dato de 2004) de ingresos necesarios para su autosustentación.
El resto de los ingresos necesarios para el mantenimiento del sistema de transporte público urbano necesitan ser subsidiados por las Administraciones Públicas. Estos subsidios suelen tomar la forma de obligaciones de servicio público y concesiones, por las que una empresa (generalmente pública) se compromete a operar unas frecuencias deficitarias dadas a cambio de una compensación que, idealmente, les genera beneficios. Las OSP pueden absorber una cantidad considerable de las arcas públicas y su alcance suele ser objeto de debates políticos. Generalmente, este gasto se justifica en base a que los viajeros que van en transporte público no desgastan las carreteras, cincunvalaciones y aparcamientos, cuyo mantenimiento suele ser también costoso. Además, una parte considerable de estos viajeros son demanda inducida, es decir, no habrían hecho ese viaje de no existir la ruta de transporte público. Por lo tanto, se considera que el transporte público genera una actividad económica que, idealmente, compensa el coste de la subvención. En la Unión Europea, tras la liberalización del transporte ferroviario, los trenes de larga distancia no pueden recibir subvenciones públicas, por lo que deben ser autosuficientes. 

## Transporte público ilegal
Muchos países subdesarrollados se enfrentan al problema del transporte público ilegal o pirata. En varias megaciudades, como Calcuta o Ciudad de México, entre otras, muchas personas, para sobrevivir, cobran una tarifa fija por transportar, ilegalmente, personas en vehículos (furgones y camionetas son los más comunes) no licenciados, haciéndose pasar por un transporte oficial. Esto causa grandes perjuicios económicos para la(s) compañía(s) de transporte público que operan en la ciudad (debidamente licenciadas por el órgano de transporte oficial de la ciudad/país). Este tipo de transporte también pone en peligro la vida de los pasajeros transportados, debido al uso de vehículos no inspeccionados, que presentan a veces problemas mecánicos; o debido al conductor que, al no ser certificado por la autoridad correspondiente, es causante de choques, entorpecimiento del flujo vehicular y, en ocasiones, tragedias mayores, al no respetar los reglamentos establecidos.
Además, entre los peligros que existen para los usuarios de este tipo de transporte se encuentra un alto índice de delincuencia (robos o asaltos e, incluso, secuestros), ya que muchos grupos de delincuentes crean estas falsas unidades de transporte para dedicarse a este tipo de prácticas delictivas, llamando la atención de sus víctimas al cobrar una tarifa menor a la establecida.
En las ciudades que más afecta este problema se implementan estrategias para reducir estas irregularidades, revisando que todas las unidades en circulación cumplan con todas las normas establecidas para un mejor servicio a los usuarios.
En la Amazonia, Indonesia y el interior de la República Popular China, los barcos de pasajeros sin licencia transitan por ríos y mares, también poniendo en peligro la vida de los pasajeros. Otro problema, existente en varios países de África, América Latina y Asia, son las compañías de transporte interurbano que no dan de alta debidamente sus vehículos.
A pesar de ser ilegal, este género de servicio es ligeramente usado por la población de ciertas regiones, por dos razones:
- Falta de transporte público adecuado en la región, especialmente en regiones aisladas como selvas tropicales.
- Aun cuando se dispone de métodos legales de transporte público, varias personas aún usan los métodos ilegales de transporte, ya que a menudo cobran menos a sus pasajeros, que no pueden pagar más caro por usar el transporte público legal.

## Ventajas y desventajas

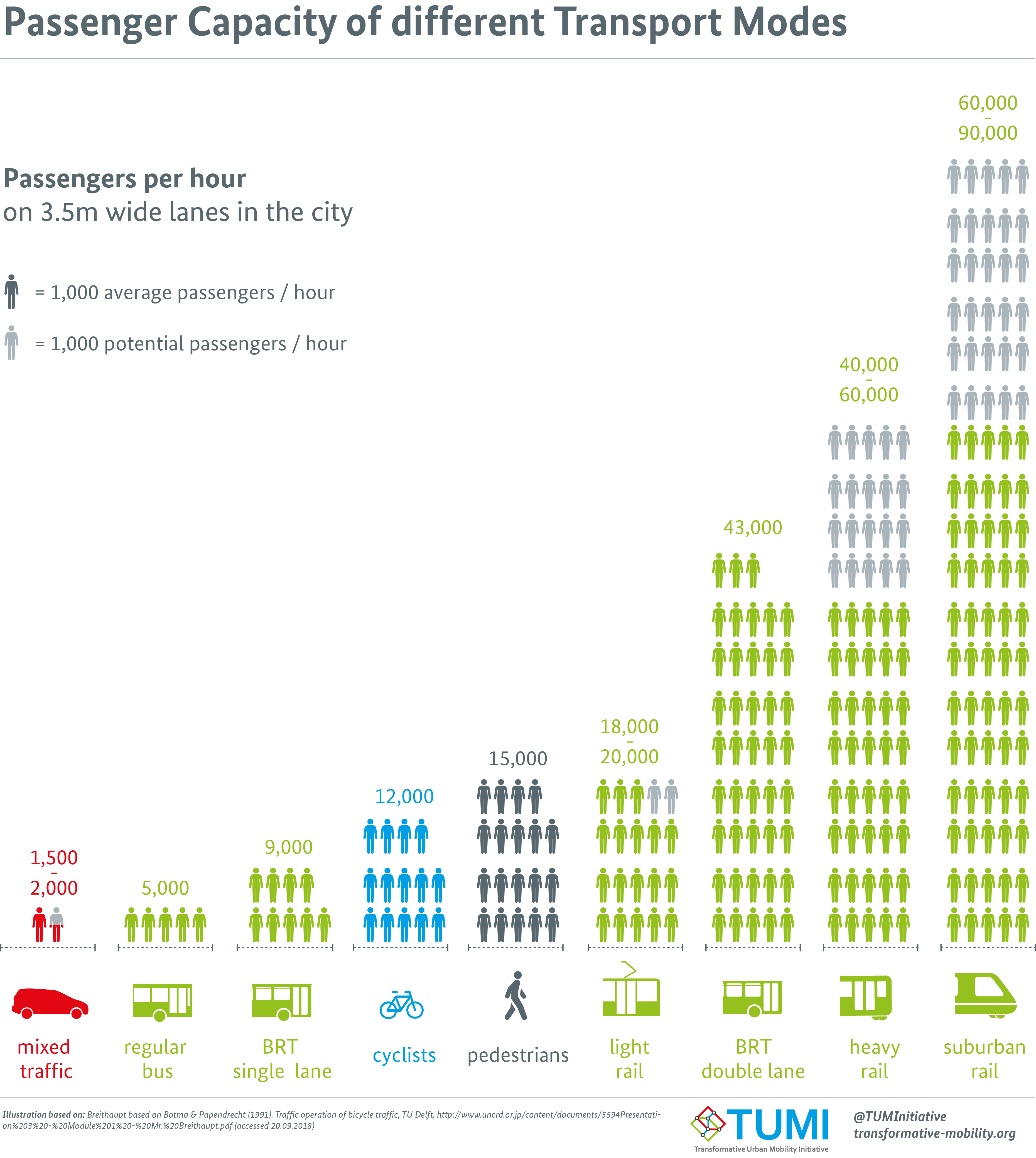
Capacidad de pasajeros de diferentes modos de transporte

### Ventajas
- Los transportes públicos son mucho más eficaces que los transportes individuales en términos de consumo de energía, excepto el avión, que es el modo de transporte más contaminante por pasajero.[10]

- Los transportes públicos facilitan la circulación, un autobús por ejemplo, puede transportar a más de a 60 personas utilizando la misma superficie que dos coches que por término medio están ocupadas por 1,08 personas. Los transportes públicos no ocupan espacio de aparcamiento.

- En proporción a los viajeros que llevan, los transportes públicos ocupan mucho menos espacio, consumen menos energía en su uso, consumen menos recursos en su construcción que el automóvil privado.

- Los transportes públicos con carril reservado no sufren problemas de atascos.

- Pueden ser más rápidos que los transportes individuales, a condición de que las redes sean bastante densas y los servicios de comunicación bastante frecuentes, lo cual no suele ser el caso en los desplazamientos no metropolitanos.

- El uso de medios de transporte de forma masiva contribuye a la disminución de los atascos en las ciudades y para fomentarlo, algunas ciudades como Londres han creado un servicio de peajes.[11]
- Disminuye la contaminación, ya que disminuye el uso del coche, además de permitir el desplazamiento de personas que no tienen el coche. Tampoco debemos olvidar que hay personas que, teniendo coche, a veces no lo usan por los atascos, las dificultades para aparcar, la conciencia medioambiental, las dificultades para aparcar, la puntualidad o el estrés de la conducción.

### Desventajas
- No obstante, eso depende del tipo de empleo medio; en el caso de los desplazamientos domicilio-trabajo, este tipo es estructuralmente bajo ya que todos los desplazamientos se hacen en un sentido por la mañana y en el otro al final de la jornada. Se habla entonces de migración pendular, crea dos zonas de sobreactividad al principio y al final de la jornada. La curva de la actividad de los transportes públicos sigue esta evolución de la demanda y presenta dos picos que corresponden a las horas punta en cada extremidad y una depresión en el centro que corresponde a una actividad mínima durant<e las cuales los vehículos están menos frecuentados. Este fenómeno se llama camello en la jerga de los transportes de pasajeros.
- Los transportes públicos pueden requerir, según el medio utilizado, inversiones importantes. Sin embargo, el coche también requiere inversiones muy cuantiosas (calles, túneles, autopistas, aparcamientos, etc.), que también se financian con impuestos.
- No prestan el mismo servicio que un medio de transporte individual: somete al usuario a horarios, se limita el transporte de equipaje, etc. Se acusa a los transportes públicos de "rigidez de trayectos" y de "rigidez de horarios". La "rigidez de trayectos" significa que el trayecto está ya definido de antemano (esto obviamente no se puede aplicar al taxi). La "rigidez de horarios" se refiere a que sólo se puede encontrar a determinadas horas. Sin embargo, con una buena red de transporte público se pueden cubrir todos los trayectos posibles (con transbordo o sin ellos) con un tiempo de espera corto.

## Mapa de tiempo de tránsito
Un mapa de tiempo de tránsito muestra a qué lejanía se puede viajar en transporte público desde una localización dada en una cierta cantidad de tiempo.